# Michel Ange Mangourit
Michel-Ange-Bernard Mangourit né le 21 août 1752 à Rennes, mort le 17 février 1829 à Paris, est un diplomate et ministre français.

## Biographie
Michel Ange Mangourit est le fils de Bernard de Mangourit et de Marguerite-Angélique Cairgnon de La Touche[réf. nécessaire].
Il est nommé lieutenant au bataillon garde-côte de Pontorson de 1770 à 1777.
Par la suite, il acquiert l'office de lieutenant criminel au présidial de Rennes : selon une rumeur colporté par le Journal de Perlet (en 1796), il aurait fabriqué de fausses affaires, lesquelles étaient payées en dédommagement par le Trésor royal. Il aurait également été accusé de viol sur une jeune fille durant un interrogatoire.
En 1787, il publie diverses brochures qui furent jugées séditieuses par le parlement de Bretagne. En 1788-1789, il en publie d'autres pour défendre la réforme du garde des Sceaux Lamoignon et soutenir le roi. Le 14 juillet, il est aux côtés des insurgés lors de la prise de la Bastille.
Le 28 juin 1791, il prononce un discours à l'Assemblée nationale , au nom de la section des Gravilliers, et de leurs pétitions.
En remerciement de ses services civiques, il est nommé consul de France à Charleston (Caroline du Sud), le 2 mars 1792 et doit rentrer en France le 23 août 1794, quelques mois après la révocation du ministre plénipotentiaire Edmond-Charles Genêt. Pendant son séjour aux États-Unis il avait projeté de soulever la Louisiane pour qu'elle revienne vers la France. Il s'était adressé à un capitaine Peltier, malheureusement le prénom n'est pas indiqué dans les lettres qu'il lui adresse. Deux capitaines Peltier (Charles et Marie-Étienne) avaient pour armateur Sasportas qui était mêlé à l'affaire. Après le départ du capitaine Peltier, Mangourit n'a plus de nouvelles et il le soupçonne d'avoir coopéré avec les Espagnols ou d'avoir été arrêté. C'est ce qui ressort de sa correspondance avec Genêt.
Mangourit est ministre des Affaires étrangères du 3 au 21 novembre 1794 dans le Gouvernement de la Convention. Selon l'historien Frédéric Masson, il donna là « un exemple rare de modestie et de désintéressement » : le 5 novembre, Mangourit écrit au Comité et déclare qu'il ne peut accepter le poste.
Le Comité de salut public le charge alors d'un travail sur la situation de la France vis-à-vis du royaume des Deux-Siciles et de l'Espagne. Puis il est menacé d'être arrêté comme terroriste mais réussit à combattre les sections.
Le 27 novembre 1795, il est nommé premier secrétaire de légation en Espagne mais passe son temps à dénoncer l'ambassadeur si bien qu'il est rappelé. Le 26 juillet 1796, il est nommé chargé d'affaires aux États-Unis et publie dans la foulée un pamphlet contre Lazare Carnot.
Le 16 novembre 1797, il est nommé chargé d'affaires près la république du Valais, où il propage la haine des prêtres : en récompense de ses actions au profit de la Révolution, il reçoit une médaille.
Il est ensuite nommé commissaire des relations extérieures à Ancône, et devient membre de l'« agence pour l'armée d'Égypte, l'Archipel, la Morée » : cette agence est chargée d'appeler les Grecs à l'insurrection.
En 1798, il se trouve à Viterbe lors du pillage de la ville. Mangourit se retrouve ensuite enfermé dans Ancône avec le général Jean-Charles Monnier lors du siège qui tourna au drame pour l'armée française : il est l'un des commissaires qui signent la reddition après 500 jours.
Après avoir siégé à la commission des Émigrés, il refusa, sous l'Empire, le poste de vice-consul à Savannah. En 1814, il est nommé chevalier de la Légion d'honneur.
Il fut ensuite un fervent apôtre de la franc-maçonnerie et fonda la Société des antiquaires de France.
Sur le plan de sa vie privée, il se marie le 25 août 1777 avec Louise Bidard de La Morinais (? -1807).